# Pilogalumna binadalares
Pilogalumna binadalares är en kvalsterart som först beskrevs av Arthur P. Jacot 1929.  Pilogalumna binadalares ingår i släktet Pilogalumna och familjen Galumnidae. Inga underarter finns listade i Catalogue of Life.